# Xã Sundal, Quận Norman, Minnesota
Xã Sundal (tiếng Anh: Sundal Township) là một xã thuộc quận Norman, tiểu bang Minnesota, Hoa Kỳ. Năm 2010, dân số của xã này là 157 người.